# 로스트 심벌
《로스트 심벌》(The Lost Symbol)은 댄 브라운의 2009년 미스터리 스릴러 소설이다. 《천사와 악마》, 《다빈치 코드》에 이은 《로버트 랭던 시리즈》의 세번째 작품에 해당한다.